# Muʻa (Tongatapu)
Muʻa ist eine kleine Stadt im östlichen Distrikt Hahake auf der Insel Tongatapu. Über Jahrhunderte war der Ort die Hauptstadt von Tonga. Der Ort ist unterteilt in die Siedlungen Lapaha und Tatakamotonga. Er liegt in der Nähe von Talasiu und ist berühmt für die geschichtsträchtigen langi (Königlichen Grabstätten).

## Name
In der vielen Tongaischen Sprache hat Muʻa die Bedeutung „Erster“.
Der Zeremonialname von Lapaha lautet Paki mo e toʻi (gepflückt mit Pflanzensaft), was sich auf die vielen duftenden Blumen bezieht, die regelmäßig für die Blumengirlanden (kahoa) gepflückt wurden, mit denen die Herrscher bekränzt wurden. Tatakamotonga hat aus dem gleichen Grund den Spitznamen Kolokakala (duftende Stadt) und weitere varianten dieses Namens.
Unter diesen Blütenpflanzen nimmt die Mangrovenart mit dem einheimischen Namen Fāʻonelua eine besondere Stellung ein. Die einzigartigen, großen schönen roten Blüten waren den Tuʻi Tonga vorbehalten und wurden dadurch zum Symbol für seine Herrschaft.

## Geographie
Muʻa liegt auf dem Ostteil von Tongatapu, am Ostufer der Lagune von Tongatapu. Entlang des Ufers erstreckt sich auf einem relativ schmalen Streifen von 50–200 m Breite der Hauptteil der Siedlungen. Dieses Gebiet besteht vor allem aus Schwemmland, ist allerdings mittlerweile großenteils durch Projekte zur Landgewinnung mit Steinmaterial aufgefüllt. Der historische Teil der Siedlung erstreckt sich auf höherem Terrain zum Landesinnern und steht auf rotem Vulkanboden mit hoher Fruchtbarkeit. Während sich nach Norden der Ort Hoi anschließt, gliedert sich Muʻa in die Siedlungen Talasiu, Lapaha und Tatakamotonga, die sich entlang des Ufers von Norden nach Süden aufreihen. Nach Süden schließt der Ort Alaki an. Nach Osten erstrecken sich landwirtschaftlich genutzte Flächen. Die geraden Stichstraßen führen bis zur Ostküste der Insel nach Haveluliku. In der Lagune im Westen liegen die Inselchen Moʻungatapu und Moʻunu vorgelagert. Auf dem gegenüberliegenden Ufer der Lagune im Westen steht der Palast Kauvai.

### Klima
|                       | Jan  | Feb  | Mär  | Apr  | Mai  | Jun  | Jul  | Aug  | Sep  | Okt  | Nov  | Dez  |   |      |
| Mittl. Tagesmax. (°C) | 28,9 | 28,9 | 28,9 | 27,8 | 26,1 | 25   | 23,9 | 23,9 | 25   | 26,1 | 27,2 | 27,8 | ⌀ | 26,6 |
| Mittl. Tagesmin. (°C) | 22,2 | 22,8 | 22,8 | 22,2 | 20   | 18,9 | 17,8 | 17,8 | 17,8 | 18,9 | 21,1 | 22,2 | ⌀ | 20,4 |
|                       |      |      |      |      |      |      |      |      |      |      |      |      |   |      |
| Niederschlag (mm)     | 260  | 260  | 260  | 200  | 130  | 120  | 120  | 140  | 140  | 140  | 170  | 220  | Σ | 2160 |

| 22,2 |

| 22,8 |

| 22,8 |

| 22,2 |

| 20 |

| 18,9 |

| 17,8 |

| 17,8 |

| 17,8 |

| 18,9 |

| 21,1 |

| 22,2 |

| 22,2 |

| 22,8 |

| 22,8 |

| 22,2 |

| 20 |

| 18,9 |

| 17,8 |

| 17,8 |

| 17,8 |

| 18,9 |

| 21,1 |

| 22,2 |

## Bevölkerung
1996 gab es eine Volkszählung, bei der 3900 Personen gezählt wurden. Hochrechnungen nehmen ca. 5000 Einwohner an.
Der größte Teil der Einwohner ist katholisch, da auch der letzte Tuʻi Tonga (König), der auch in Lapaha lebte, katholisch war. In Tatakamotonga gibt es auch eine starke Wesleyanische Gemeinde (Heilsarmee). In jüngerer Zeit konvertierten einige Personen zum Mormonentum.
In Tatakamotonga gibt es eine staatliche Grundschule und eine High School der Wesleyan Church (Tapunisiliva, Eastern Branch of Tupou High School). In Lapaha gibt es ebenfalls eine staatliche Grundschule, sowie eine High School der katholischen Kirche (Takuilau).

## Geschichte
Schon vor 2000 Jahren war Muʻa ein Zentrum der Lapita-Kultur in Tonga und vom 12. bis zum 16. Jahrhundert n. C. befand sich dort die Zentrale des Tongaischen Imperiums. Noch nach dem Ende des Großreichs blieb der Ort Hauptstadt der Tuʻi Tonga. Bis ins 19. Jahrhundert war der Ort eher ein spirituelles Zentrum für die Herrscher.
Der Tuʻi Tonga (König) und sein Hof lebten in Lapaha, die Residenz war Olotele und ʻAhofakasiu, während der Aufenthaltsort der Frauen als Takuilau bezeichnet wurde (heute trägt eine High School diesen Namen. Sie liegt aber an einem anderen Ort). Untergebene Chiefs und Diener lebten in Tatakamotonga.
Im 15. Jahrhundert verlor die Dynastie der Tuʻi Tonga an Macht und die Tuʻi Haʻatakalaua wurden die de facto-Herrscher und im folgenden Jahrhundert übernahmen letztliche die Tuʻi Kanokupolu die Macht. Die Chiefs dieser Clans waren in Muʻa nicht willkommen und hatten sich in den tiefer gelegenen Küstengebieten aufzuhalten, getrennt von den „echten“ Chiefs (den Tuʻi Tonga). Dieses Gebiet wurde durch die Hala Fonuamoa (Trockenes Land Straße) abgegrenzt und die Bewohner wurden als kauhalalalo (Niedere Straße Menschen) bezeichnet, während die Bewohner auf der Anhöhe als kauhalaʻuta (Inland Straße Menschen) bezeichnet wurden. Diese Einteilung bezeichnet noch heute zwei wichtige moieties (Verwandtschaftsbeziehungen) in Tonga.
Die Tuʻi Kanokupolu verlegten den Herrschaftssitz nach Nukualofa.

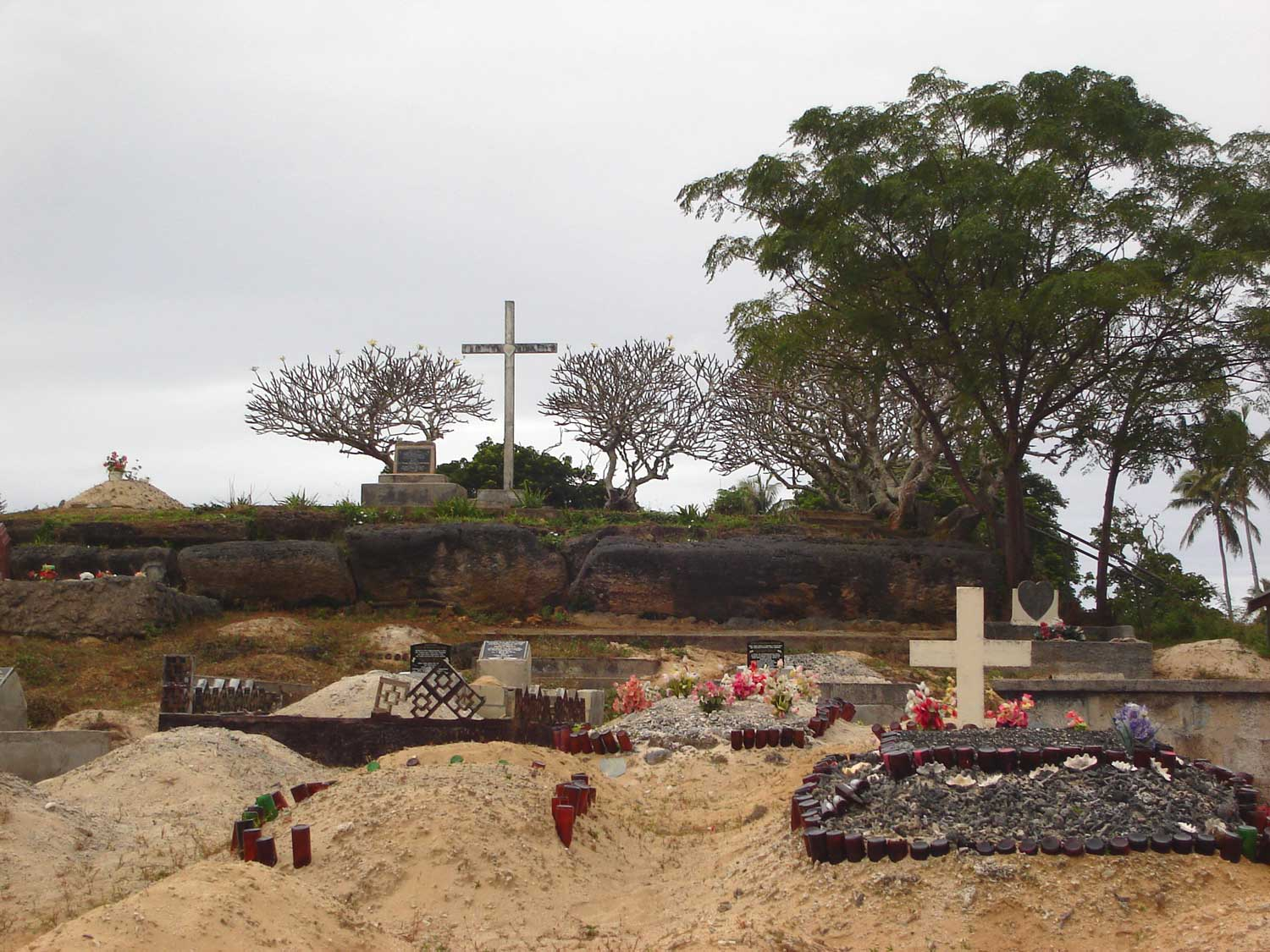
Langi Tuʻofefafa, mit einem Friedhof an seinem Fuß
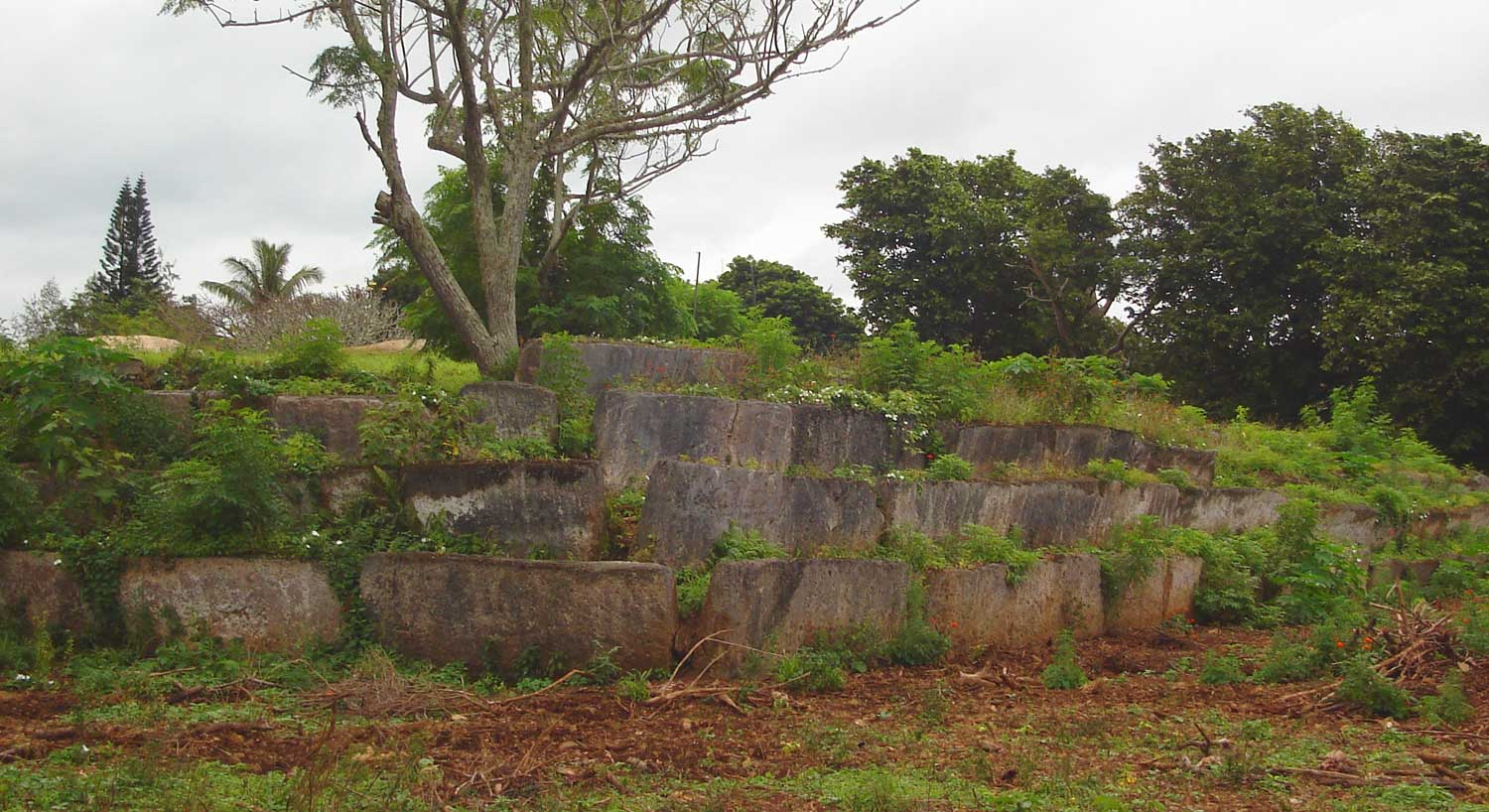
Langi Tauʻatonga
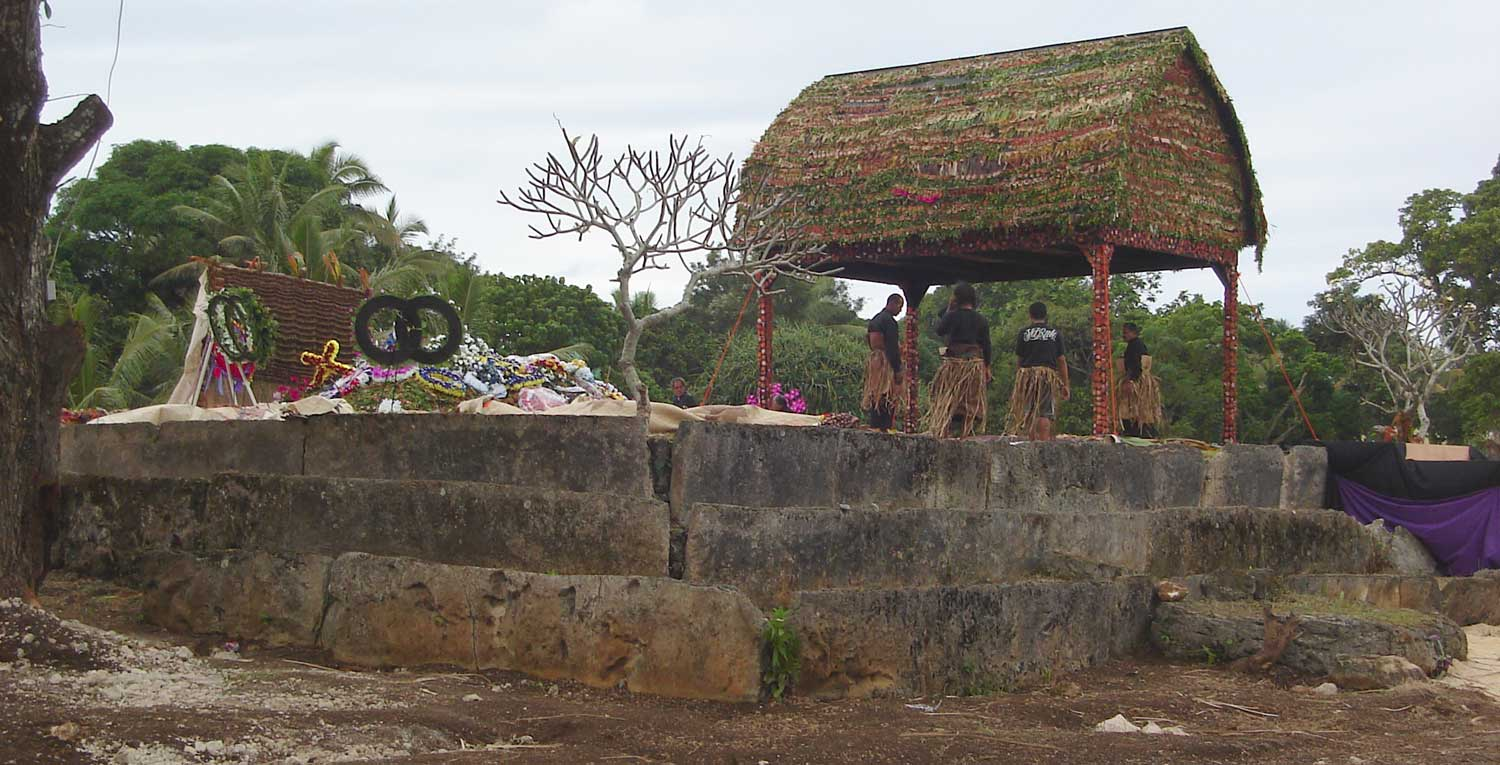
Langi Nā Moala, nach dem Begräbnis von Tuʻipelehake

## Grabstätten
Wenn auch die Tuʻi Tonga ihre politische Macht an ihre Rivalen verloren, wuchs ihre religiöse Bedeutung und sie hatten als Hohepriester möglicherweise mehr Einfluss als in der verlorenen Funktionen als Könige. Die Tuʻi Tonga wurden in einem der großen Grabhügel, einem langi, beigesetzt, von denen in Lapaha noch immer etwa zwei dutzend intakt sind. Die Tuʻi Haʻatakalaua wurden ebenfalls in ähnlichen Grabstätten beigesetzt, diese werden jedoch als fale bezeichnet.
Langi sind große, künstlich angelegte Hügel, die durch große Platten aus Korallenfelsen eingefasst sind, die gewöhnlich in drei oder mehr Schichten aufgestellt waren. Die Steine kamen von verschiedenen Steinbrüchen entlang der Küste von Tongatapu oder benachbarten kleineren Inseln. Die Steine bestehen aus verfestigtem Korallensand, der durch die Gezeiten in 10–20 cm dicken Schichten verfestigt wurde. Diese Steine wurden per Boot transportiert und sind mit beeindruckender Genauigkeit bearbeitet.
Einer der besterhaltenen langi ist der Paepae-o-Teleʻa. An diesem Langi ist die Besonderheit, dass die Ecksteine tatsächlich auch eine L-Form aufweisen.
Es gibt Legenden, dass die Steine durch Magie von ʻUvea hergebracht worden seien. In ʻUvea herrschen jedoch hauptsächlich vulkanische Gestein vor.
Im 18. Jahrhundert verfasste Tufui das Gedicht Laveofo, in dem er sich auf diese Legende bezieht.

„Ko e Pangaimotu mo Makahaʻa
tuʻu mai ʻa e motu ko Fafā
naʻe fai ai e tā maka
ʻo uta ki Langi Taetaea
mo e ʻotu langi fua ʻo Muʻa

dt. Übertragung:
Die Inseln Pangaimotu and Makahaʻa
und hier die Insel Fafā
wo das Steinebrechen getan wurde
und die gebracht wurden zum (Grab)Hügel Taetaea
und der ganzen Reihe von Hügeln von Muʻa.“

Der letzte Tuʻi Tonga, Laufiltonga, wurde im langi Tuʻofefafa begraben. Sein Grab ist noch immer mit einem großen Kreuz markiert, da er vor seinem Tod zum katholischen Glauben konvertierte.
Auch heute noch werden die langi als Begräbnisstätten genutzt. Als der Kalaniuvalu–Chief 1999 verstarb, wurde er im Paepae o Teleʻa beigesetzt. Als der Tuʻi Pelehake–Chief, ʻUluvalu und seine Frau Kaimana 2006 verstarben, wurden sie im langi Nā Moala.
An der Grenze von Talasiu und Lapaha gibt es darüber hinaus noch Reste der Fundamente von Befestigungsanlagen.
Der matāpule (Titel) Makalangahiva erwähnt folgende langi:
- Langi Tuʻo teau
- Langi Kātoa
- Langi Fanakava ki langi
- Langi Tuʻo fefafa
- Langi Tau ʻa tonga
- Langi Malu ʻa tonga
- Langi Leka
- Langi Sinai
- Langi Taetaea
- Langi Faʻapite
- Langi Tōfā ua
- Langi Nukulau ʻuluaki
- Langi Nukulau ua
- Langi Foʻou
- Langi Hahake
- Langi ʻo Luani
- Langi Tauhala
- Langi Paepae ʻo Teleʻa (auch: Paepae o Teleʻa)
- Langi Nā Moala
- Langi Hēhēa
- Langi ʻEsi ʻa e kona
- Langi Malomaloaʻa
- Langi Nakuli ki langi
- Fale Loʻāmanu
- Fale Fakauō
- Fale Tui(nga)papai
- Fale Pulemālō
- Fale Tauhakeleva